# Мери Бирд (класичарка)
Дама Винифред Мери Бирд DBE FBA FRSL (енгл. Dame Winifred Mary Beard; Мач Венлок, 1. јануар 1955) енглеска је научница, универзитетска професорка и јавни интелектуалац. Експерт је за област старог Рима. Она је повереник Британског музеја и раније је била лична професорка класиичних наука на Универзитету у Кембриџу. Она је сарадница на Њунем колеџу у Кембриџу и професорка античке књижевности Краљевске академије уметности.
Бирд је једна од уредница часописа The Times Literary Supplement, где такође пише блог „A Don's Life“. Њена честа појављивања у медијима и понекад контроверзне јавне изјаве довели су до тога да је описана као „најпознатији британски класичарка“. The New Yorker је карактерише као „учену, али приступачну”.

## Младост
Мери Бирд је јединица. Њена мајка, Џојс Емили Бирд, била је директорка и ентузијастични библиофил. Њен отац, Рои Витбред Бирд, је радио као архитекта у Шрузберију. Сећала га се као „разјареног школског дечака и потпуног расипника, али веома ангажованог“.
Бирд се школовала у средњој школи Шрузбери, женској школи која се тада финансирала као директна гимназија. Поезију ју је подучавао Френк Макихран који је тада предавао у оближњој школи Шрузбери, а била је инспирација за учитеља Хектора у драми Алана Бенета The History Boys. Током лета би се придружила археолошким ископавањима, иако је мотивација делимично била само могућност да заради џепарац.
Са 18 година је полагала тада обавезни пријемни испит и интервју за Универзитет Кембриџ, да би добила место на Њунем колеџу, колеџу за један пол. Размишљала је о упису на Кинг Колеџ, али је одбацила могућност студирања тамо када је сазнала да колеџ не нуди стипендије женама.
На Бердовој првој години открила је да су неки мушкарци на универзитету и даље имали веома негативне ставове у вези са академским потенцијалом жена, што је само ојачало њену одлучност да успе. Такође је развила феминистичке погледе који су остали „изузетно важни“ у њеном каснијем животу, иако је касније описала „модерни ортодоксни феминизам“ као делимично неспособан. Један од њених тутора била је Џојс Рејнолдс. Бирд је од тада рекла да би „Њунхем могао боље да направи од себе место где се могу генерисати критична питања“ и такође је описала своје ставове о феминизму, рекавши „Заправо не могу да разумем шта би било бити жена без феминисткиња“. Бирд је навела књиге The Female Eunuch Џермен Грир, Сексуална политика Кејт Милет као и Принцеза од папирне кесе Роберта Манша као утицајне на развој њеног феминизма.
Бирд је дипломирала на Кембриџу, њен БА је касније промовисан у диплому магистра уметности (MA Cantab). Остала је на Кембриџу због докторских студија: завршила их је 1982. године са докторском тезом под насловом Државна религија у касној римској републици: студија заснована на делима Цицерона.

## Академска каријера
Између 1979. и 1983. она је држала предавања о класицима на Кингс Колеџу; вратила се у Кембриџ 1984. као стипендиста Њунем колеџа и једина жена предавач на факултету за класику. Рим у касној републици, коју је написала заједно са историчарем из Кембриџа Мајклом Крафордом, објављена је следеће године.
Џон Стурок, уредник класика The Times Literary Supplement, обратио јој се за рецензију и увео је у књижевно новинарство. Бирд је преузеча његову улогу 1992. године. на захтев Фердинанда Маунта.
Убрзо након напада на Светски трговински центар 11. септембра 2001. године, Бирд је била једна од неколико ауторки позваних да предају чланке на ту тему за London Review of Books. Она је сматрала да су многи људи, када је „шок избледео“, мислили да су „САД добиле оно што су заслужили“, и да ће „ [светски] силеџије, чак и ако им је срце на правом месту, на крају платити цену." У интервјуу из новембра 2007. изјавила је да непријатељство које су ови коментари изазвали још увек није јењало, иако је веровала да је постало стандардно гледиште да је тероризам повезан са америчком спољном политиком. До овог тренутка њу је Пол Лејти из Гардијана описао као „најпознатијег британског класицисту“.
Године 2004, Бирд је интерном промоцијом постала професорка класике на Кембриџу..
Изабрана је за гостујућег професора класичне књижевности Сатер за 2008–2009 на Универзитету Калифорније, Беркли, где је одржала серију предавања на тему „Римскo смејање“.
У периоду 2007–2008, Бирд је одржала Меморијално предавање Сигмунда Х. Данзигера Јр. из хуманистичких наука на Универзитету у Чикагу.
Датума 14. фебруара 2014, Бирд је одржала предавање о јавном гласу жена у Британском музеју у оквиру зимског циклуса предавања London Review of Books. Снимљен је и емитован на BBC Four месец дана касније под насловом Oh Do Shut Up, Dear!. Предавање почиње примером Телемаха, сина Одисеја и Пенелопе, који опомиње своју мајку да се повуче у своју одају. (Наслов алудира на премијера Дејвида Камерона који је једној посланици рекао „Смири се, драга!“, што је изазвало широку критику као „класично сексистичко понижавање“.) Три године касније, Бирд је одржала друго предавање за исте партнере, под називом „Жене на власти: од Медузе до Меркелове“. Разматрала је степен до којег је искључење жена из власти културно укорењено и како се идиоми из античке Грчке још увек користе за нормализацију родно заснованог насиља. Она тврди да „немамо модел или шаблон за то како моћна жена изгледа. Имамо само шаблоне који их чине мушкарцима.“
Бирд је 5. јануара 2019. одржала јавно предавање за Друштво за класичне студије, обиљежавајући 150-годишњицу организације. Тема њеног излагања била је „Шта сада подразумевамо под класиком?“
Одржала је Гифордова предавања у мају 2019. на Универзитету у Единбургу, под насловом „Древни свет и ми: од страха и мржње до просветљења и етике“.

### Приступ стипендији
Класичар са Универзитета у Чикагу Клифорд Андо описао је два кључна аспекта у њеном научном раду приступу изворима. Једна је да она инсистира да се антички извори схвате као документација ставова, контекста и веровања њихових аутора, а не као поуздани извори за догађаје којима се баве. Друга је да она тврди да модерне историје Рима морају бити контекстуализоване у оквиру ставова, погледа на свет и циљева њихових аутора.

## Рад на телевизији
Године 1994. први пут се појавила на телевизији у дискусији о отвореним медијима за Би-Би-Си, Weird Thoughts  заједно са Џени Рендлс.
У децембру 2010, на Би-Би-Си 2, Бирд је представила Pompeii: Life and Death in a Roman Town, подвргавајући посмртне остатке из града на форензичке тестове, са циљем да прикаже снимак живота становника пре ерупције Везува 79. н. Године 2011. учествовала је у телевизијској серији Jamie's Dream School на Channel 4, у којој је предавала класике тинејџерима који немају висок просекк оцена. Бирд је редовна сарадница серије ББЦ Радио 4, A Point of View, где ради есеје о широком спектру тема, укључујући Мис света и интервјуе са Оксбриџа.
За Би-Би-Си 2 2012. године написала је и представила троделну телевизијску серију „Упознајте Римљане са Мери Брадом“, која говори о томе како су обични људи живели у Риму, „првој глобалној метрополи на свету“. Критичар А. А. Гил је рецензирала програм, пишући углавном о њеном изгледу, оценила да је преружну за телевизију. Бирд је признала да је његов напад био ударац, али је брзо одговорила контранападом на његове интелектуалне способности, оптужујући га да је део „блоук културе која воли да осуђује паметне жене“. Ова размена је постала фокус дебате о старијим женама на јавној сцени, при чему је Бирд рекла да изгледа као обична жена својих година и да „постоје деца која укључују ове програме и виде да постоји други начин да се буде жена“, без ботокса и фарбе за косу. Шарлот Хигинс оценила је Бирд као једну од ретких академика коју њени вршњаци поштују и који има висок профил у медијима.
Године 2013. представила је Caligula with Mary Beard на Би-Би-Сију два, описујући стварање митова о вођама и диктаторима. Анкетари су наставили да постављају питања о њеној самопрезентацији, а она је поновила да нема намеру да се шминкa.
У децембру 2015, Бирд је поново била панелиста на Би-Би-Сијевом Question Time из Бата. Током програма, она је похвалила лидера Лабуристичке партије Џеремија Корбина јер се понашао са „знатним степеном достојанства“ против тврдњи да се суочава са превише непријатељским медијима. Рекла је: „Прилично се слажем са оним што Корбин каже, и више ми се свиђа његов другачији стил руковођења. Волим да слушам аргументе, а не звукове. Ако Лабуристичка партија пролази кроз тешко време, а сигуран сам да је тешко бити тамо, можда би све било на добро. Можда мења странку на начин који би олакшао људима попут мене да гласају за њих.“
Током 2016. године је Бирд представио Pompeii: New Secrets Revealed на BBC One у марту. У мају 2016. изашла је четвороделну серију приказану на Би-Би-Сију два, под називом Mary Beard's Ultimate Rome: Empire Without Limit.
Бирдов самостални документарац Julius Caesar Revealed је приказан на Би-Би-Си 1 у фебруару 2018. године. У марту је написала и представила How Do We Look и The Eye of Faith, две од девет епизода у Цивилизацијама, реиздања серије Кенета Кларка из 1969.
Године 2019, Бирд се појавила у епизоди The Grand Tour, на вечери са домаћином Џејмсом Мејем, у настојању да папараци фотографишу његов ауто.
Године 2020, она је постала домаћин (host) тематске уметничке серије Lockdown Culture, која је касније преименована у Inside Culture и емитује се на BBC Two.

## Почасти
- Члан Друштва антиквара (ФСА) 2005.[52]
- Волфсонова историјска награда (2009) за Помпеје: Живот римског града [53]
- Дописни члан Археолошког института Америке 2009.[54]
- Члан Британске академије (ФБА) 2010.[55]
- Члан Америчког филозофског друштва 2012.[56]
- Официр Ордена Британске империје (ОБЕ) у новогодишњим почастима за 2013. за „заслуге класичној стипендији“
- Ужи избор за награду National Book Critics Circle Award (Критика) за Confronting the Classics (2013)[57]
- Бодли медаља (2016)[58]
- Награда принцезе од Астурије за друштвене науке (2016)[59]
- Почасна диплома Универзитета Сент Ендруз 2013.[60]
- Почасни доктор књижевности Универзитета у Кенту 2016.[61]
- Почасни степен Универзитета Чарлс III у Мадриду 2017.[62]
- Почасна диплома Универзитета Радбоуд 2018.[63]
- Дејм командант Ордена Британске империје (DBE) у част рођендана 2018. за „заслуге у проучавању класичних цивилизација“
- Почасна докторска диплома на Универзитету Сантиаго де Цомпостела, 2022.

Бирд је проглашен за официра Ордена Британске империје (OBE) на новогодишњим почастима 2013. и за Даму команданта Ордена Британске империје (DBE) на рођенданским почастима 2018. за заслуге у проучавању класичних цивилизација.
У априлу 2013. именована је за професора античке књижевности Краљевске академије уметности. Бирд је додељена почасна диплома Универзитета Оксфорд у јуну 2018. Такође је добила почасну диплому Универзитета Јејл у мају 2019.
Током 2018. обожаватељ је креирао незваничну Лего фигуру са њеним ликом.

## Друштвени медији
Брада је позната по томе што је активна на Твитеру, што види као део своје јавне улоге академика. Бирд је претрпела знатну злоупотребу на мрежи након што се појавила на Би-Би-С-јевом Question Time из Линколншира у јануару 2013. и бацила сумњу на негативну реторику о радницима имигрантима који живе у округу. Истицала је своје право да износи непопуларна мишљења и да се у јавности представља на начин који сматра аутентичним. Дана 4. августа 2013. добила је претњу бомбом на Твитеру, неколико сати након што се шеф Твитера у УК извинио женама које су доживеле злостављање на друштвеној мрежи. Бирд је рекла да не мисли да је у физичкој опасности, али је то сматрала узнемиравањем и желела је да се увери да је полиција евидентирала још један случај. Похваљена је због разоткривања „друштвених медија у најодвратнијим и мизогинским облицима“.
Године 2017, Бирд је постала мета знатних онлајн злоупотреба након што је тврдила да је римска Британија етнички разноврснија него што се често претпоставља. Извор контроверзе био је едукативни видео Би-Би-Сија који приказује старијег римског војника као црнца, што је Бирд бранила као потпуно могуће након што је видео добио реакцију. Уследила је, према Бирд, „бујица агресивних увреда, на све, од моје историјске компетенције и елитистичког становишта из куле од слоноваче до мојих година, облика и пола [стара, широка, гојазна, итд.]“ 
У фебруару 2018, као одговор на извештај у The Times оф Окфам запосленима који се баве сексуалном експлоатацијом у зонама катастрофе, Бирд је твитовао: „Наравно да се не може опростити (наводно) понашање особља Окфама на Хаитију и другде. Али питам се колико је тешко одржати 'цивилизоване' вредности у зони катастрофе. И све у свему, још увек поштујем оне који улазе и помажу, тамо где већина нас не би газила.“  То је довело до широке критике, у којој је Мери Бирд оптужена за расизам. Као одговор, Бирд је објавила своју слику како плаче, објашњавајући да је била подвргнута „бујици злостављања“ и да је „тешко да замислим да би било ко тамо могао помислити да желим да зажмурим на злостављање жена и деце“.

## Лични живот
Бирд се удала за Робина Кормака, класичара и историча уметности, 1985. године. Њихова ћерка Зои је антрополог и историчар при Центру за афричке студије на Универзитету у Оксфорду. Њихов син Рафаел Кормак је аутор, уредник и преводилац специјализован за арапску културну историју и књижевност.
Године 2000, Бирд је рецензирајући књигу о силовању у есеју за London Review of Books открила да је и она била силована 1978. године.
Њен блог, A Don's Life, има око 40.000 прегледа дневно, према The Independent (2013).
Бирд је требала да се пензионише 2022. године и започела је оснивање стипендије као поклон за одлазак у пензију у вредности од 80.000 фунти како би подржао класичне студије два студента у неповољном положају на Кембриџу.

## Повереник Британског музеја
Године 2020. Бирд је именована за повереника Британског музеја. Елгинови мермери Партенона смештени у музеју су предмет дугогодишње међународне контроверзе. Након извештаја да је након интензивног притиска јавности Британски музеј разговарао са грчком владом о повратку Елгинових мермера у Атину, Бирд се трудила да изнесе разлоге због којих колекција треба да остане у Британском музеју.

## Ставови
Бирд је била чланица Лабуристичке партије и себе описује као социјалистичку настројеност, да је посвећена феминисткиња и антирасиста.
У августу 2014, Бирд је био једна од 200 јавних личности које су потписале писмо Гардијану у коме су изразили наду да ће Шкотска гласати да остане део Уједињеног Краљевства на септембарском референдуму о том питању. Била је члан Лабуристичке партије све док Тони Блер није постао лидер. У јулу 2015, Бирд је подржала кампању Џеремија Корбина на изборима за руководство Лабуристичке партије. Рекла је: „Да сам члан Лабуристичке партије, гласала бих за Корбина. Чини се да он заправо има неку идеолошку опредељеност, што би могло да наведе Лабуристичку партију да размисли о томе шта се заправо залаже.“ За опште изборе 12. децембра 2019. била је предлагач успешног кандидата лабуриста Кембриџа Данијела Зајхнера.

## Дела
- Rome in the Late Republic. ISBN 0-7156-2928-X. (with Michael Crawford, 1985, revised 1999).
- . The Good Working Mother's Guide. 1989. ISBN 0-7156-2278-1.
- Pagan Priests: Religion and Power in the Ancient World. 1990. ISBN 0-7156-2206-4. (as editor with John North).
- Classics: A Very Short Introduction. 1995. ISBN 0-19-285313-9. (with John Henderson).
- Religions of Rome. ISBN 0-521-45015-2. (with John North and Simon Price, 1998).  0-521-30401-6 (vol. 1).  (vol. 2)
- The Invention of Jane Harrison. ISBN 0-674-00212-1. (Harvard University Press, 2000).  (About Jane Ellen Harrison, 1850–1928, one of the first female career academics)
- Classical Art from Greece to Rome. 2001. ISBN 0-19-284237-4. (with John Henderson).
- The Parthenon. 2002. ISBN 1-86197-292-X. (Harvard University Press).
- The Colosseum. 2005. ISBN 1-86197-407-8. (with Keith Hopkins, Harvard University Press).
- The Roman Triumph. 2007. ISBN 0-674-02613-6. (Harvard University Press).
- Pompeii: The Life of a Roman Town. 2008. ISBN 1-86197-516-3..  (US title: The Fires of Vesuvius: Pompeii Lost and Found; Harvard University Press)
- It's a Don's Life. 2009. ISBN 978-1846682513. (Profile Books).
- All in a Don's Day. 2012. ISBN 978-1846685361. (Profile Books).
- Confronting the Classics: Traditions, Adventures and Innovations. 2013. ISBN 1-78125-048-0. (Profile Books, 2013 / Liveright Publishing).
- Laughter in Ancient Rome: On Joking, Tickling, and Cracking Up. 2014. ISBN 0-520-27716-3. (University of California Press).
- SPQR: A History of Ancient Rome. 2015. ISBN 9780871404237. (Profile Books, 2015 / Liveright Publishing).
- Women & Power: A Manifesto. 2017. ISBN 978-1788160605. (Profile Books, 2017 / Liveright Publishing).
- Civilisations: How Do We Look / The Eye of Faith (Profile Books, 2018 / Liveright Publishing, 2018, published in the U.S. as How Do We Look: The Body, the Divine, and the Question of Civilization. ISBN 978-1781259993..
- Twelve Caesars: Images of Power from the Ancient World to the Modern. 2021. ISBN 978-0691222363. (Princeton University Press).